# Praalstoet van de Gouden Boom

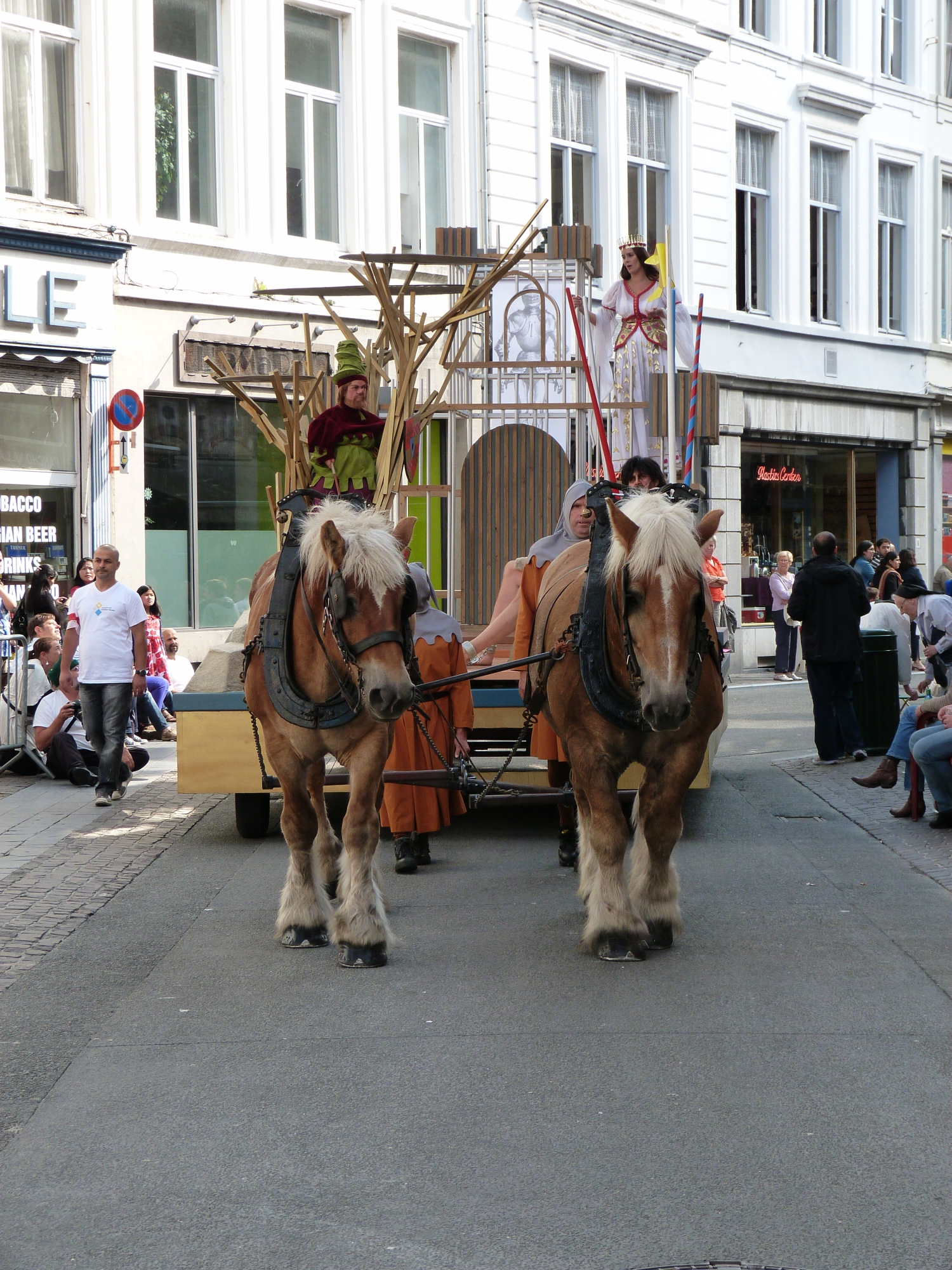
Een dame wordt gevangen gehouden door een dwerg en zijn reus, die aan de Gouden Boom is vastgemaakt.

De Praalstoet van de Gouden Boom, informeel bekend als Gouden Boomstoet, is een vijfjaarlijkse praalstoet die plaatsvindt in de Belgische stad Brugge. De stoet is opgebouwd rond het thema Wapenpas van de Gouden Boom, een festiviteit die in 1468 werd gehouden ter ere van het huwelijk van Karel de Stoute en Margaretha van York.

## Geschiedenis
De stoet zag het licht in 1907 als evenement bij de opening van de haven van Zeebrugge. Het scenario was opgemaakt door rijksarchivaris Albert van Zuylen van Nyevelt. De stoet werd naderhand niet meer herhaald.
In 1958 werd dit evenement opnieuw leven ingeblazen, naar aanleiding van de Wereldtentoonstelling van 1958. Het ging om een heel ander scenario dan voor de stoet van 1907. De hoofdbedenker was historicus Antoon Viaene. De stoet kreeg een opvallende stijl door de rijke en heraldisch verantwoorde uitdrukking die Arno Brys eraan gaf.
Sindsdien wordt de stoet vijfjaarlijks georganiseerd. Op 19 en 20 augustus 2017 lokte de dertiende editie van dit tweedaagse evenement in totaal 75.000 bezoekers naar Brugge. Zowel organisator Brugge Plus als de stad Brugge waren erg tevreden over deze nieuwe, ingekorte versie. Niet iedereen in Brugge deelde die mening. Er kwam onder meer kritiek op de, volgens sommigen, politiek-correcte verwijdering van een aantal taferelen die verwijzen naar de kruistochten. Ook de kledij, in sommige groepen vernieuwd, kon volgens critici de vergelijking met die ontworpen door Arno Brys niet doorstaan.
De editie van 2022 werd uitgesteld om de stoet grondig te vernieuwen. Circa de helft bleef behouden, maar krijgt een herziening. Op zondag 25 augustus 2024 is de vernieuwde versie door de stad getrokken.
De stoet wordt verzorgd door circa 2000 figuranten, 6 stadsreuzen, dromedarissen, schapen, veel paarden en 12 praalwagens.

## Stadsreuzen

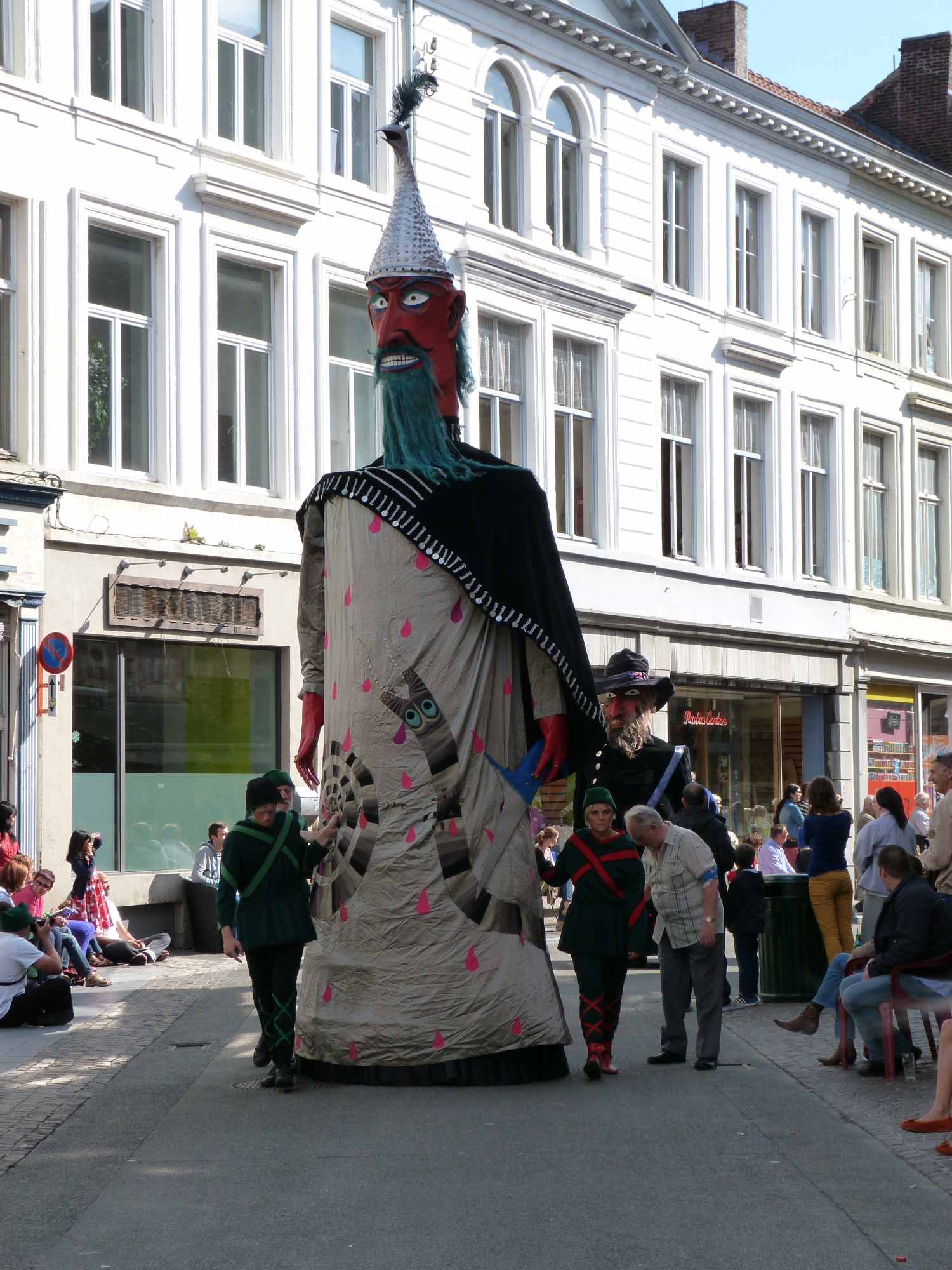
Schaarlippe
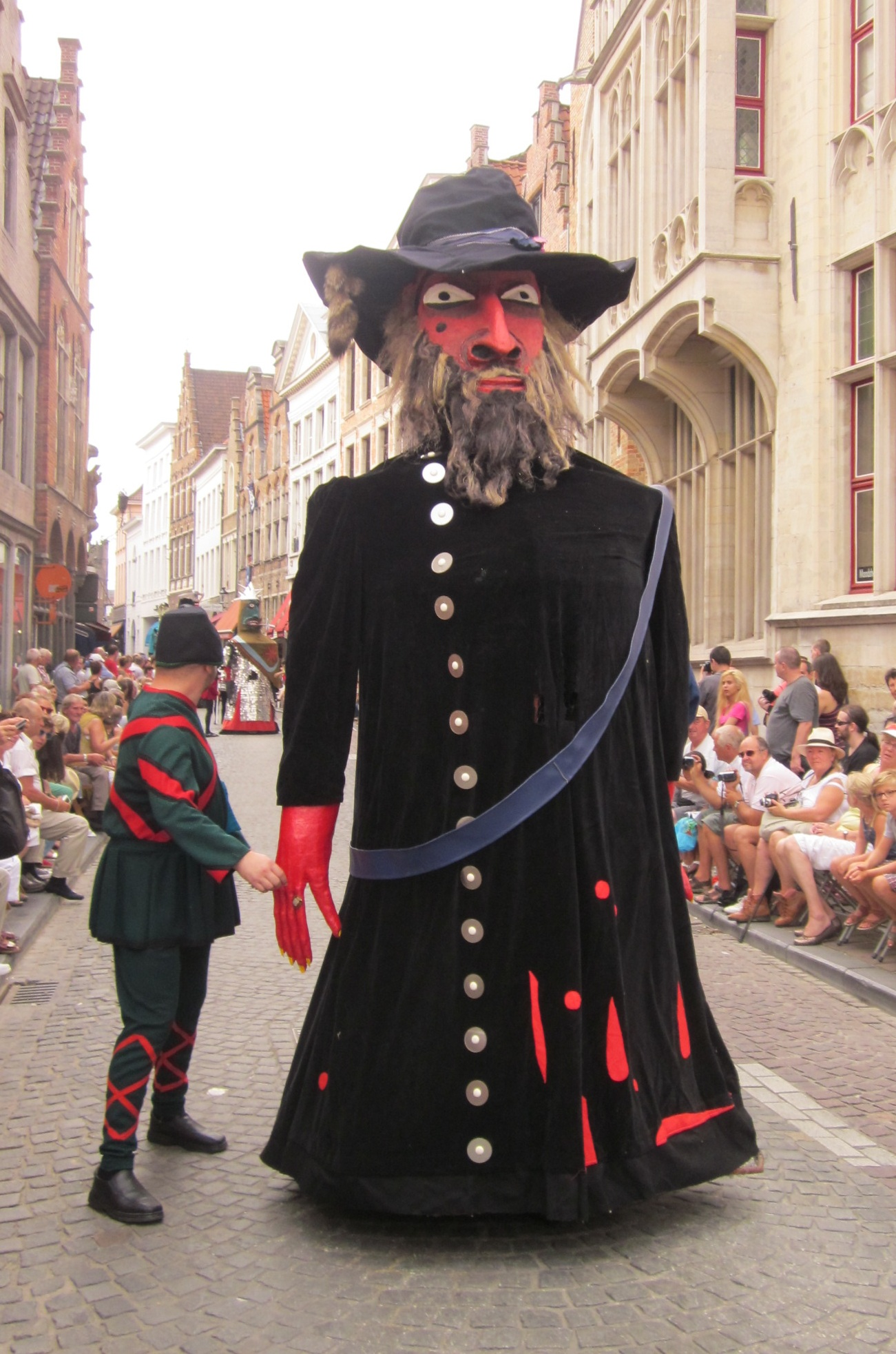
Grauwelinck
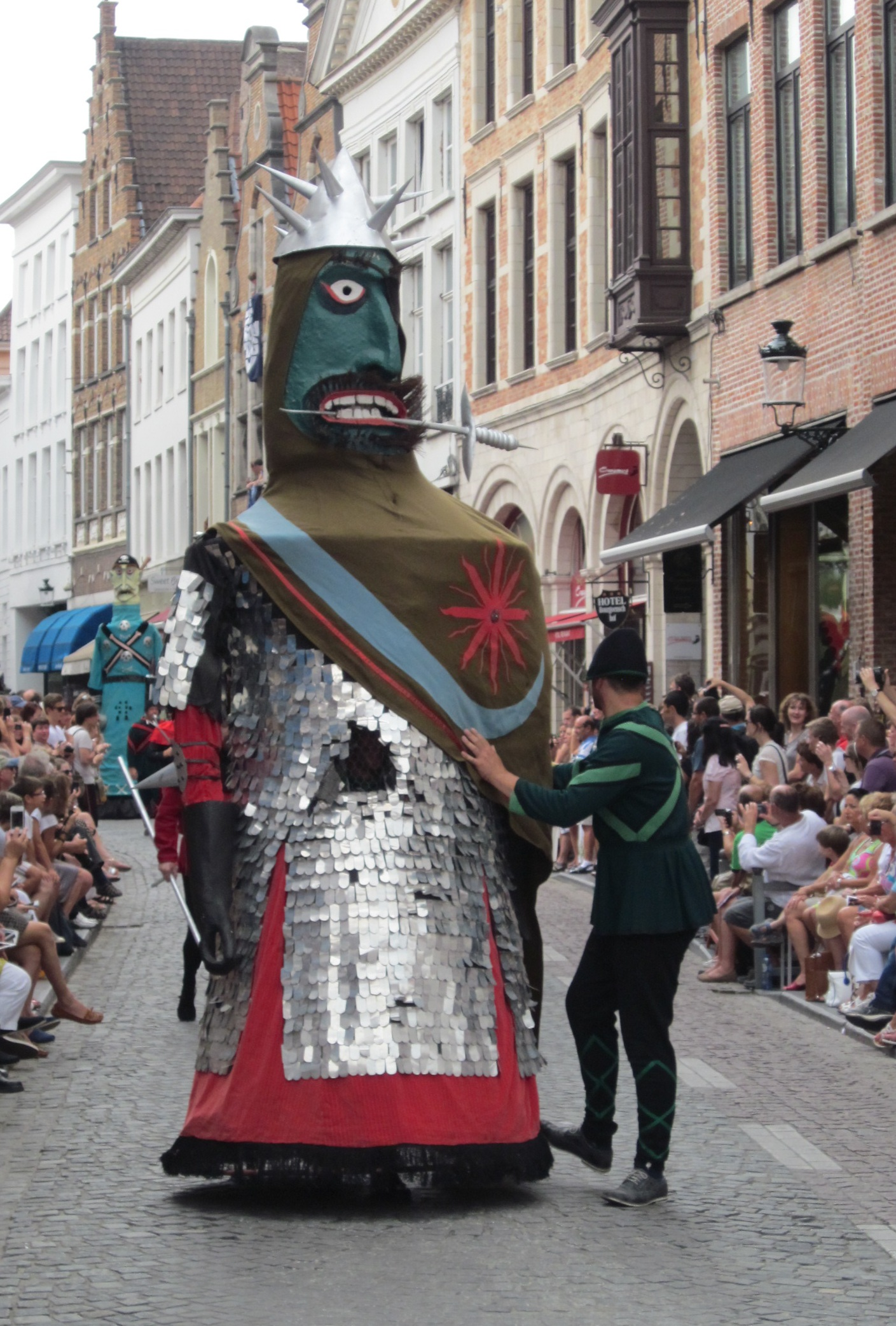
Spykeroen
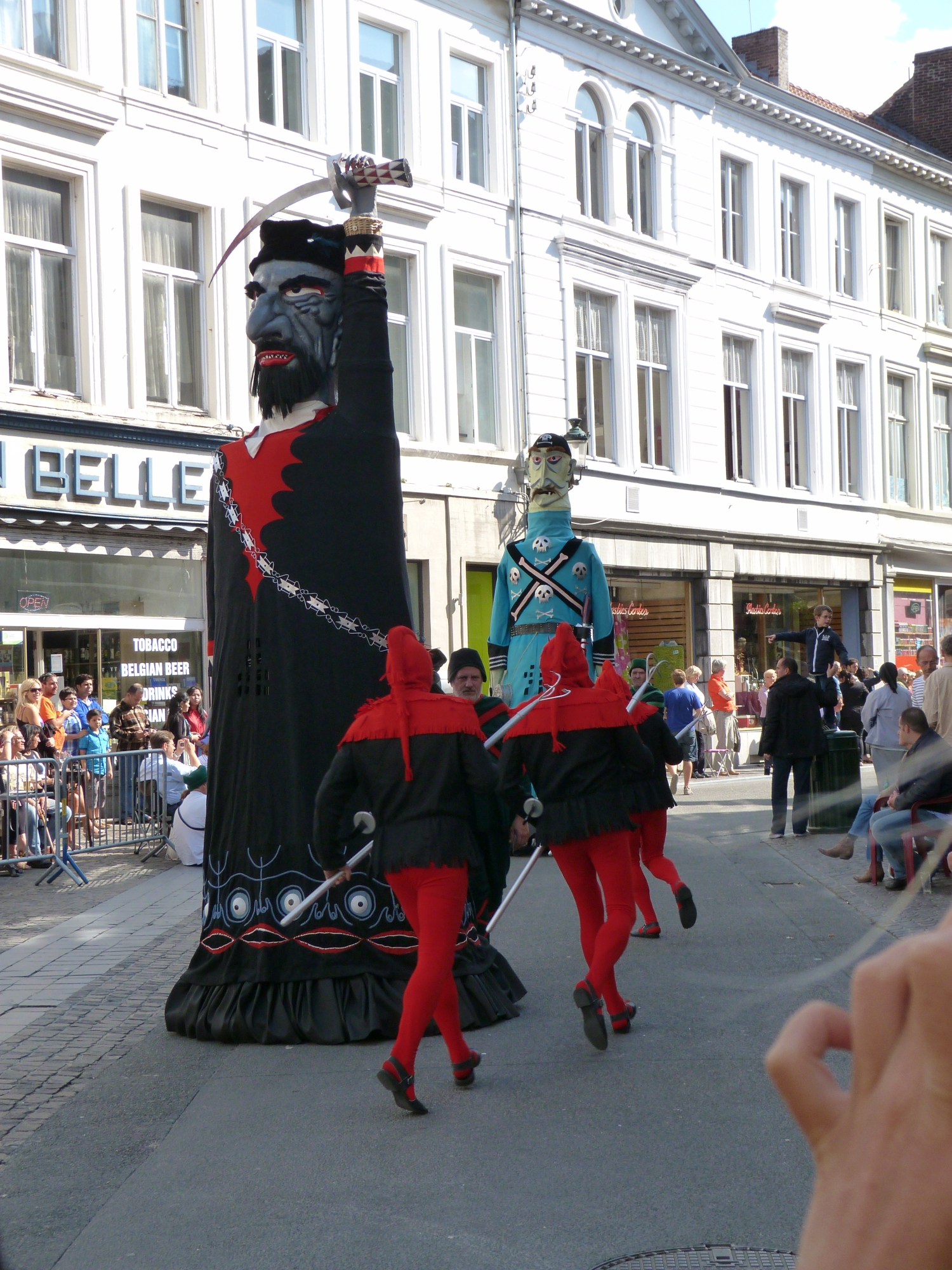
Finaert
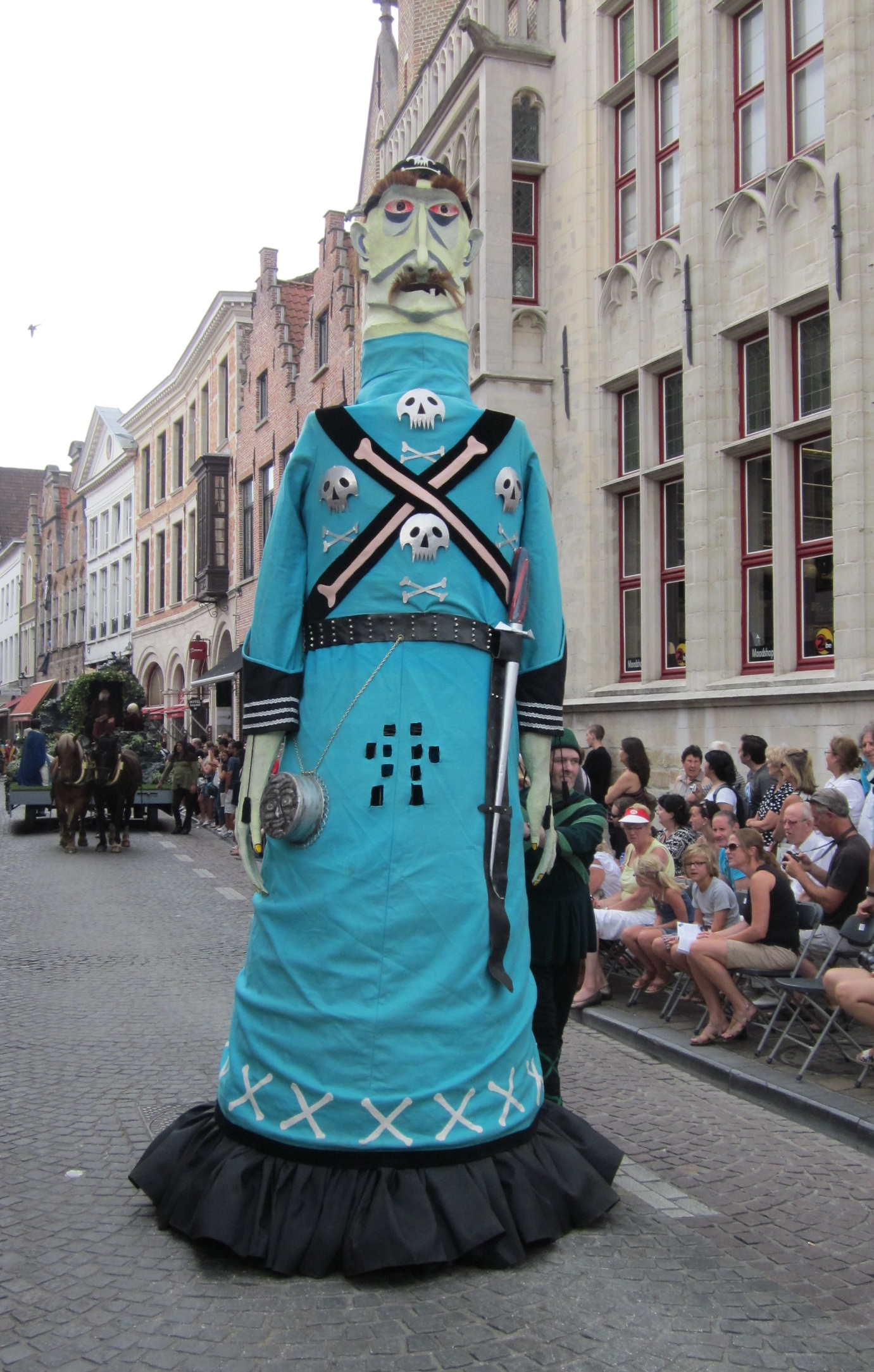
Grimminck